# Bossiaea webbii
Bossiaea webbii är en ärtväxtart som beskrevs av Ferdinand von Mueller. Bossiaea webbii ingår i släktet Bossiaea och familjen ärtväxter. Inga underarter finns listade i Catalogue of Life.